# Franc Abram
Franc Abram, slovenski trgovec z lesom in lastnik tovarne sodov, * 17. julij 1829, Komen, † 30. september 1906, Prijedor, Bosna in Hercegovina.

## Življenje in delo
Rodil se je v Komnu, kjer je bil njegov oče organist. Z devetimi leti je prišel v Trst in se izučil za sodarja. Po odsluženem sedemletnem vojaškem roku se je poročil z Ano Komac iz Bovca. V zakonu se jima je rodilo deset otrok. Sam se je posvetil trgovini z lesom; imel je tudi lastne gozdove v Bosni. Leta 1874 je v Trstu zgradil tovarno sodov. Tovarna, katero sta kasneje vodila dva izmed njegovih otrok je obratovala do leta 1934. Abram je bil tudi velik dobrotnik revežev, v Bosni »pravi oče siromašnemu prebivalstvu«, v Trstu pa je podpiral sirotišnico Albertinum.